# Ola Björkman
Ola Björkman, född 18 april 1974 i Linköping, är en svensk skådespelare.
Björkman studerade vid Teaterhögskolan i Stockholm 1999–2003. Han filmdebuterade i Bastarderna i paradiset (2000). Han har också varit verksam på Dramaten och Riksteatern.

## Filmografi
- 2000 – Bastarderna i paradiset
- 2009 – Vägen ut
- 2010 – Radio Luxemburg (kortfilm)
- 2014 – Faust 2.0

## Teater

### Roller (ej komplett)
| År   | Roll    | Produktion                           | Regi             | Teater   |
| ---- | ------- | ------------------------------------ | ---------------- | -------- |
| 2003 | Gabriel | Farmor och vår Herre Hjalmar Bergman | Christian Tomner | Dramaten |